# Leichtathletik-Europameisterschaften 1982/3000 m Hindernis der Männer

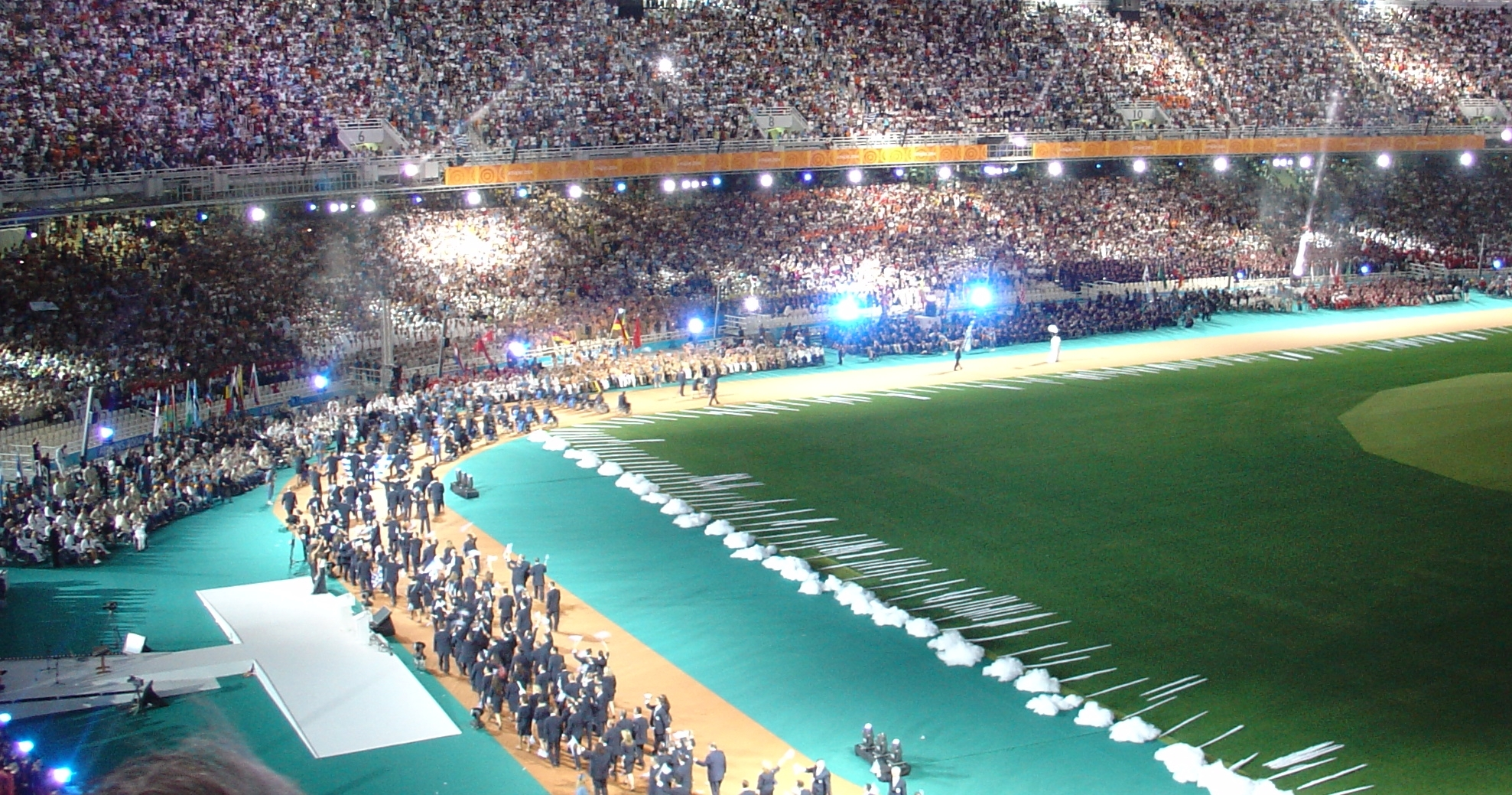
Das Athener Olympiastadion bei der Eröffnung der Paralympics 2004

Der 3000-Meter-Hindernislauf der Männer bei den Leichtathletik-Europameisterschaften 1982 wurde am 7. und 10. September 1982 im Olympiastadion von Athen ausgetragen.
Europameister wurde der bundesdeutsche EM-Zweite von 1978 Patriz Ilg. Er gewann vor dem Polen Bogusław Mamiński. Bronze ging an den Spanier Domingo Ramón.

## Bestehende Rekorde
| Weltrekord           | 8:05,4 min  | Henry Rono           | Seattle, USA                                   | 13. Mai 1978      |
| Europarekord         | 8:08,02 min | Anders Gärderud      | OS München, BR Deutschland (heute Deutschland) | 28. Juli 1976     |
| Meisterschaftsrekord | 8:15,04 min | Bronisław Malinowski | EM Rom, Italien                                | 7. September 1974 |

Der bestehende EM-Rekord wurde bei diesen Europameisterschaften nicht erreicht. Die schnellste Zeit erzielte der bundesdeutsche Europameister Patriz Ilg mit 8:18,52 min, womit er 3,48 s über dem Rekord blieb. Zum Europarekord fehlten ihm 10,50 s, zum Weltrekord 13,02 s.

## Vorrunde
7. September 1982
Die Vorrunde wurde in drei Läufen durchgeführt. Die ersten drei Athleten pro Lauf – hellblau unterlegt – sowie die darüber hinaus drei zeitschnellsten Läufer – hellgrün unterlegt – qualifizierten sich für das Finale.

### Vorlauf 1
| Platz | Name                | Nation         | Zeit (min) |
| ----- | ------------------- | -------------- | ---------- |
| 1     | Patriz Ilg          | BR Deutschland | 8:22,65    |
| 2     | Mariano Scartezzini | Italien        | 8:23,11    |
| 3     | Ilkka Äyräväinen    | Finnland       | 8:23,18    |
| 4     | Colin Reitz         | Großbritannien | 8:23,86    |
| 5     | Joseph Mahmoud      | Frankreich     | 8:27,70    |
| 6     | Jan Hagelbrand      | Schweden       | 8:28,02    |
| 7     | Peter Daenens       | Belgien        | 8:28,62    |
| 8     | Guilherme Alves     | Portugal       | 8:33,32    |
| 9     | Filippos Filippou   | Griechenland   | 8:42,73    |

### Vorlauf 2
| Platz | Name                 | Nation         | Zeit (min) |
| ----- | -------------------- | -------------- | ---------- |
| 1     | Bogusław Mamiński    | Polen          | 8:31,50    |
| 2     | Hagen Melzer         | DDR            | 8:31,99    |
| 3     | Tommy Ekblom         | Finnland       | 8:32,52    |
| 4     | Francisco Sánchez    | Spanien        | 8:33,10    |
| 5     | Krzysztof Wesołowski | Polen          | 8:35,33    |
| 6     | Arsenios Tsiminos    | Griechenland   | 8:37,44    |
| 7     | Roger Hackney        | Großbritannien | 8:39,22    |
| 8     | Pascal Debacker      | Frankreich     | 8:44,79    |
| 9     | Luciano Carchesio    | Italien        | 8:50,35    |

### Vorlauf 3
| Platz | Name             | Nation         | Zeit (min) |
| ----- | ---------------- | -------------- | ---------- |
| 1     | Domingo Ramón    | Spanien        | 8:22,11    |
| 2     | Wolfgang Konrad  | Österreich     | 8:23,40    |
| 3     | Graeme Fell      | Großbritannien | 8:23,76    |
| 4     | Juan José Torres | Spanien        | 8:24,08    |
| 5     | Rainer Schwarz   | BR Deutschland | 8:25,21    |
| 6     | Vesa Laukkanen   | Finnland       | 8:29,75    |
| 7     | Sergei Yepishin  | Sowjetunion    | 8:39,38    |
| 8     | Raymond Pannier  | Frankreich     | 8:40,41    |

## Finale

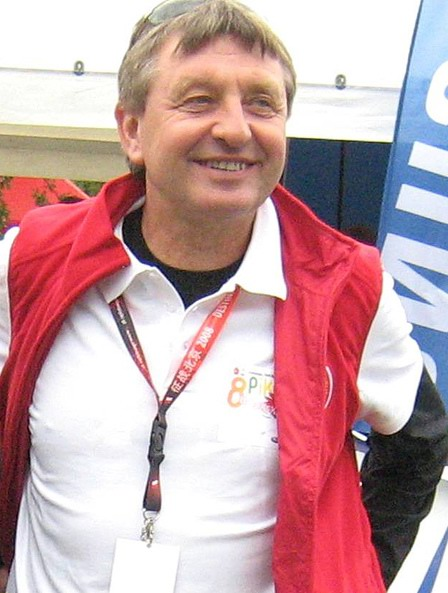
Vizeeuropameister Bogusław Mamiński (hier im Jahr 2007) – im Jahr darauf erreichte er auch bei den Weltmeisterschaften den zweiten Platz

10. September 1982
| Platz | Name                | Nation         | Zeit (min) |
| ----- | ------------------- | -------------- | ---------- |
| 1     | Patriz Ilg          | BR Deutschland | 8:18,52    |
| 2     | Bogusław Mamiński   | Polen          | 8:19,22    |
| 3     | Domingo Ramón       | Spanien        | 8:20,48    |
| 4     | Hagen Melzer        | DDR            | 8:21,33    |
| 5     | Wolfgang Konrad     | Österreich     | 8:21,95    |
| 6     | Ilkka Äyräväinen    | Finnland       | 8:24,19    |
| 7     | Mariano Scartezzini | Italien        | 8:24,69    |
| 8     | Tommy Ekblom        | Finnland       | 8:27,15    |
| 9     | Colin Reitz         | Großbritannien | 8:28,87    |
| 10    | Graeme Fell         | Großbritannien | 8:34,30    |
| 11    | Juan José Torres    | Spanien        | 8:37,84    |
| 12    | Rainer Schwarz      | BR Deutschland | 8:41,67    |